# Mr. Hinx
Mr. Hinx é uma personagem do filme 007 contra SPECTRE, o 24º filme oficial da franquia do espião britânico James Bond, criado por Ian Fleming. Foi interpretado nas telas pelo ator e ex-wrestler profissional norte-americano Dave Bautista.

## Características
Um gigante de 1,98 m e mais de 120 quilos, musculoso, silencioso e de presença imponente, capaz de provocar medo em qualquer um em quem dê um olhar fixo, Hinx é o principal capanga de Ernst Stavro Blofeld e da SPECTRE. Inteligente e brutal, usa uma pistola AF2011 de cano duplo como sua assinatura pessoal nos assassinatos que comete. Tem como principal característica física o uso de unhas de metal em seus polegares.

## No filme
Mr. Hinx entra em cena mostrando logo toda sua brutalidade, esmagando a cabeça de um homem com as mãos enquanto espreme os olhos da vítima com os polegares de unhas de metal. Logo depois, ele lidera um grupo de assassinos que rapta  a Dra. Madeleine Swann, a filha misteriosa de Mr. White, nos Alpes Austríacos a mando da SPECTRE, mas é perseguido por James Bond, que consegue libertá-la depois de uma perseguição na neve. Seu próximo encontro com o espião é pelas ruas de Roma durante uma perseguição automobilística onde os carros ficam destruídos. Em seu último encontro com Bond e Swann, uma luta brutal dentro de um trem no Marrocos, a dupla consegue prendê-lo pelo pescoço com uma corrente a uma cadeia de barris de metal que deslizam para fora do trem e ele se vê jogado para fora em velocidade, presumivelmente morrendo na queda.